# Dufourea versatilis
Dufourea versatilis là một loài Hymenoptera trong họ Halictidae. Loài này được Bridwell mô tả khoa học năm 1919.